# 黑头蚁鵙
黑头蚁鵙（学名：Thamnophilus bridgesi）是蚁鵙科蚁鵙属的一种，发现于哥斯达黎加和巴拿马。
黑头蚁鵙的自然栖息地为亚热带或热带的湿润低地森林、亚热带或热带的红树林以及严重退化的前森林。

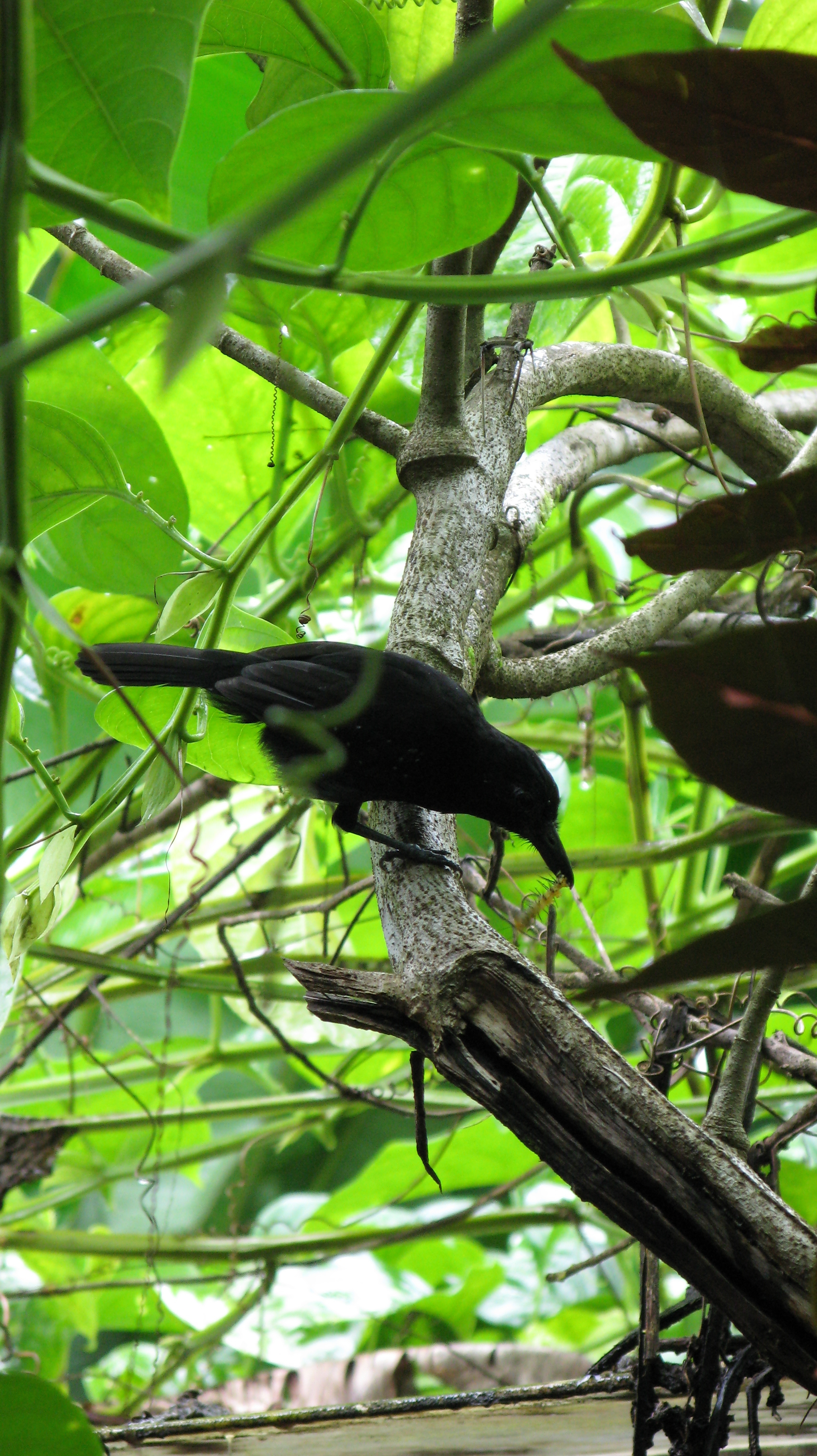
雄性个体在啄食毛虫。